# ジュルチェデイ
ジュルチェデイ(モンゴル語: J̌ürčedei,中国語: 朮赤台,? - 1203年)とは、13世紀初頭にチンギス・カンに仕えたウルウト部族長。『元史』などの漢文史料では朮赤台と記される。

## 概要

### 生い立ち
モンゴル部族の族祖伝承ではボドンチャルの子孫にナチン・バートルという人物がおり、ナチン・バートルの2子ウルウダイ、マングダイからウルウト氏、マングト氏が分岐したと伝えられている。ジュルチェデイはウルウダイの子孫を称しており、またジュルチェデイ(J̌ürčedei)という名から女真人(J̌určin)を母とするのではないかと推測されている。モンゴル部族の中においてウルウト氏、マングト氏は比較的規模の大きい集団であったが、モンゴル部族の主導権を巡ってキヤト氏のテムジンとジャダラン氏のジャムカが対立するに当たって両氏族は二派に分裂し、ジュルチェデイはウルウト氏の一部を率いてテムジン側に合流した。これ以後、同じような事情からテムジンの配下となったマングト氏のクイルダル・セチェンとともにジュルチェデイは屡々テムジン軍の先鋒を務めるようになった。

### モンゴル高原統一戦争
1203年、イルカ・セングンの策謀によってテムジンとケレイト部のオン・カンとの同盟関係が決裂すると、テムジン率いるモンゴル軍とオン・カン率いるケレイト軍はカラ・カルジトの沙漠で対峙した。ケレイトとの決戦を前にしてテムジンは軍議の場でジュルチェデイを先鋒にするのはどうかと述べたが、ジュルチェデイが馬の鬣を鞭で撫でるだけで答えないのを見て、クイルダル・セチェンが自らが先鋒を務めると願い出た。そこでジュルチェデイもまた先鋒を務めることを申し出て、クイルダル率いるマングト軍とジュルチェデイ率いるウルウト軍が先鋒となって戦うことになった。
カラ・カルジトの戦いにおいて先鋒のクイルダルとジュルチェデイは奮戦し、敵方の先鋒であるジルキン軍を粉砕したが、続いて攻めてきたトベゲン軍のアチク・シルンの攻撃によってクイルダルが負傷したため劣勢に転じた。クイルダルの負傷後もジュルチェデイは奮戦し、ドンガイト軍のコリ・シレムン・タイシを撃破し、さらにケレイトの本隊を急襲してイルカ・セングンを射倒したためケレイト軍はイルカ・セングンを守ろうと動き、その隙にモンゴル軍は負傷したクイルダルを回収して撤退した。
モンゴル軍が敗走した先でクイルダルは亡くなったもののモンゴル軍は態勢を立て直し、ジュルチェデイはテムジンの命を受けてケレイト側についていたコンギラト部のテルゲ・アメルの下を訪れ、これを投降させる功績を挙げた。バルジュナ湖よりモンゴル軍が再びケレイト部へ進軍する際、ジュルチェデイはアルカイ・カサルとともに再び先鋒を務め、ケレイト部征服に貢献した。また、その後のメルキト・ナイマン連合との戦いでは一度テムジンの配下となりながら再び背いたケレイト部のジャカ・ガンボを計略によって誘い出して生け捕りにし、ケレイト部残党を平定する功績を挙げている。

### モンゴル帝国建国後
1206年、全モンゴリアを統一したテムジンはチンギス・カンと称してモンゴル帝国を建国し、ジュルチェデイを含む腹心の部下や服属した諸部族の指導者を千人隊長(Mingγan)に任じた。さらに『元朝秘史』によるとチンギス・カンが自らジュルチェデイにケレイトとの決戦で先鋒を務めたこと、その戦いでイルカ・セングンを負傷させたこと、ケレイトへの復讐戦で再び先鋒を務めたこと、ジャカ・ガンボを捕らえたことといったジュルチェデイの功績を数え上げ、恩賞として一度自らの妃としたジャカ・ガンボの娘イバカ・ベキを与えたという。
ジュルチェデイがジャカ・ガンボの娘イバカ・ベキを娶った経緯は『集史』では『元朝秘史』の記述とやや異なり、ある時チンギス・カンが悪夢によって目を覚ますとオルドに同室していたイバカ・ベキに「汝を他の者に賜るべしとのお告げがあった」と語り、たまたまその近くに居た宿営のジュルチェデイ(『集史』ではケフテイ)に賜ることにした、という筋書きとなっている。また、『集史』ではジュルチェデイとその子供ケフテイの事跡を混同しており、ケレイトとの戦いで先鋒を務めたことやイバカ・ベキの下賜といったジュルチェデイの逸話は多くがケフテイ・ノヤン(کهتی نپیانKehtei Nūyān)の事跡とされている。
ジュルチェデイの指揮するウルウト4千人隊はジュルチェデイの死後息子のケフテイが継承した。ジュルチェデイの後裔が支配するウルウト部はジャライル部(国王ムカリ家)・コンギラト部(デイ・セチェン家)・イキレス部(ブトゥ・キュレゲン家)・マングト部(クイルダル家)とともに「左手の五投下」を構成し、クビライの即位を助けた功績によって大元ウルス下の有力部族として知られるに至った。

## ウルウト氏ジュルチェデイ家
- 千人隊長ジュルチェデイ（J̌ürčedei ＞朮赤台/zhúchìtái）
  - 郡王ケフテイ（Kehetei ＞怯台/qiètái,کهتی نویان/Kehtei Nūyān）
    - 郡王テムジン（Temüǰin ＞端真/duānzhēn）
    - 郡王カダク（Qadaq ＞哈答/hādā）
      - 郡王トゴン（Toγon ＞脱歓/tuōhuān）
        - 郡王タシュ・テムル（Taš temür ＞塔失帖木児/tǎshītièmùér）
          - 郡王カラ・ブカ（Qara buqa ＞匣剌不花/xiálàbùhuā）

      - イリンジバル（Irinǰibar ＞亦隣只班/yìlínzhǐbān）
      - 郡王ヒントム（Hingtom ＞慶童/qìngtóng）
        - 郡王イェリ・ブカ（Yeli buqa ＞也里不花/yĕlǐbùhuā）

  - ブジル・ノヤン（Buǰir ＞不只児/bùzhīér,بوجر نویان/Būjir Nūyān）